# Ian Westlake
Ian Westlake (ur. 10 lipca 1983 roku w Clacton-on-Sea) – angielski piłkarz występujący najczęściej na pozycji lewego pomocnika.

## Kariera klubowa
Ian Westlake zawodową karierę rozpoczynał w 2002 roku w angielskim zespole Ipswich Town, dla którego rozegrał 113 spotkań i zdobył szesnaście goli. Już w wieku 21 lat, w 2004 roku został wybrany najlepszym graczem roku. W sierpniu 2006 roku trafił do Leeds United w rozliczeniu za Dana Hardinga. Na Elland Road rywalizował o miejsce na środku pomocy z Shaunem Derrym, Jonathanem Douglasem i Kevinem Nichollsem. Następnie Westlake doznał kontuzji pachwiny. Jak sam mówił był bardzo sfrustrowany faktem, że nie może pomóc swoim kolegom w walce o uniknięcie degradacji do trzeciej ligi. Ian do gry powrócił dopiero w maju 2007 roku.
3 marca 2008 roku Westlake na okres jednego miesiąca został wypożyczony do Brighton & Hove Albion. Oba kluby dogadały się jednak w sprawie przedłużenia pobytu Anglika w Brighton & Hove do końca sezonu. Latem 2008 roku powrócił do Leeds, natomiast 23 października na trzy miesiące został wypożyczony do Cheltenham Town, a 24 stycznia 2009 roku podpisał z tą drużyną kontrakt do końca sezonu. Do Leeds powrócił jednak w marcu. W tym czasie w Cheltenham rozegrał 22 ligowe spotkania oraz strzelił 2 bramki. Następnie Westlake zaliczył epizod w Oldham Athletic, gdzie zagrał pięć spotkań. W lipcu 2009 roku podpisał kontrakt z Wycombe Wanderers.